# Élevage camelin au Kenya
L'élevage camelin au Kenya a un rôle vital pour plusieurs communautés nomades et pastorales. Le dromadaire a un rôle économique et social indéniable mais son élevage est aussi en pleine expansion avec le changement climatique qui touche tout le pays. Le Kenya abrite ainsi la troisième plus grande population de dromadaires d'Afrique après la Somalie et l’Éthiopie,. En 2017, la filière représente 10 % du PIB.
Le chameau de Bactriane est absent du pays.

## Présentation et historique

### Rôles social et culturel
Les dromadaires ont un rôle important pour différents peuples. Ils sont surtout présent dans le nord et nord-est du pays où se trouvent les régions les plus arides et sont gardés par des communautés pastorales, telles que les Rendille, Gabbra, Somalis et plus récemment, les Samburu. Les animaux ont un rôle vital comme source de nourriture et manne financière pour des populations très sensible au changement climatique. Ils servent de moyen de transport lors des déplacements. Ils sont présents à toutes les étapes de la vie d'une famille (mariage, décès) mais aussi aux différentes cérémonies religieuses. Des dromadaires sont offerts en dot ou servent de compensation en cas de blessures ou de mort. L'animal est donc un signe de richesse. Celui qui n'a pas de dromadaire est considéré comme pauvre, quelles que soient ses autres richesses.

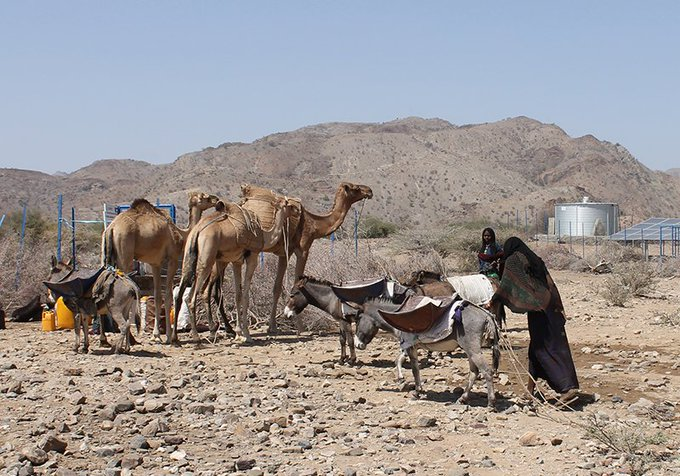
Transport d'eau.
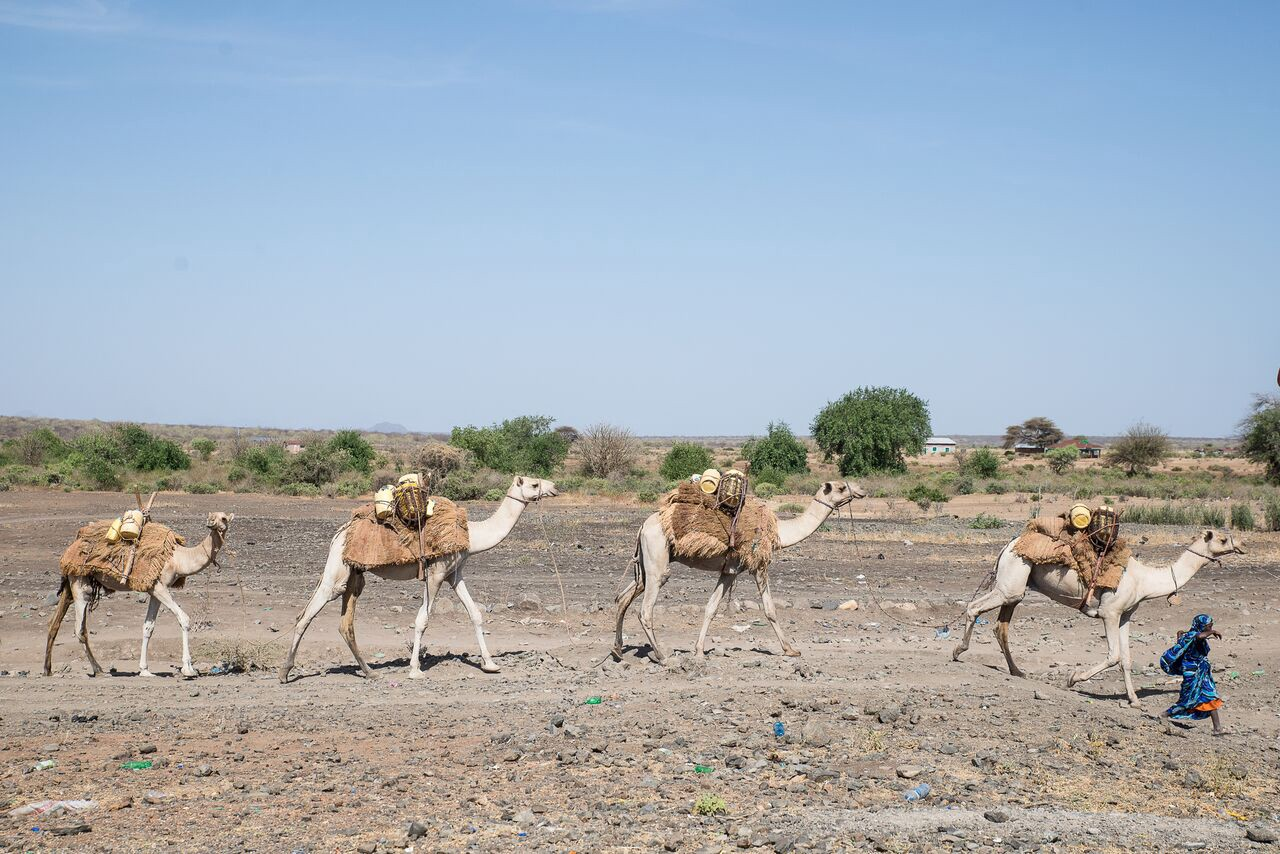
Déplacement d'une communauté pastorale durant la saison sèche.

### Au21esiècle
En 2020, la population de dromadaires représente 5 % de l'ensemble du bétail du pays. Depuis le début du 21e siècle, le pays doit faire face à des périodes de sécheresse plus fréquentes et intenses. Cette situation pousse les peuples pastoraux à abandonner le gros bétail (bovins) pour des animaux plus frugaux en eau comme les chameaux. En effet, en cas de forte sécheresse, les bovins arrêtent de produire du lait et une partie meurent. Alors que les chameaux continuent de produire et survivent plus facilement,. La population de dromadaires explose. Entre 1999 et 2009, elle est multipliée par 3 pour atteindre 3 000 000 de têtes. Et en 2019, elle est évaluée à 4 600 000 de têtes. Les comtés de Mandera et de Wajir ont la plus importante population cameline du pays mais la population y est très pauvre.
Le plus important marché de dromadaires est situé à Moyale, ville frontière avec l’Éthiopie. Des ventes d'animaux ont lieu tous les jours. Le prix des animaux a explosé, multiplié par 10 en 3 ans. En 2020, le prix moyen pour un animal tourne autour de 1 400 $ US. Le vol d'animaux arrive souvent.
Durant le premier semestre 2020, le nord du Kenya est touché par une forte mortalité des jeunes dromadaires (plusieurs centaines de moins de deux ans). En pleine pandémie de COVID-19, la crainte d'une épidémie de MERS-CoV a été redouté. Les analyses ont finalement conclues à une infection bactérienne de mannheimia haemolytica.

## Élevage

### Races camelines
Avant toutes études génétiques, les races camelines kényanes étaient basées simplement sur leur distribution géographique. Avec la réalisation de ces études, quatre races sont officiellement reconnues au Kenya au début du 21e siècle :
- le Somali : le plus lourd des dromadaires avec un poids moyen de 550 kg. Il peut produire 4,5 litres de lait par jour ;
- le Rendille ou Gabbra : longtemps considérés comme deux races distinctes, la génétique a dévoilé une différence si faible qu'ils sont fusionnés dans une seule race. Il est adapté pour un terrain accidenté et pèse en moyenne 350 kg. Il produit 2,5 litres par jour ;
- le Turkana : le plus petit des quatre races et pesant dans les 300 kg, il est mieux adapté aux collines et produit 1,5 litre par jour. Au niveau génétique, il est proche du Rendille[8] ;
- le Pakistan ou Pakistani : pesant dans les 400 kg, il a une taille intermédiaire entre le Somali et le Rendille. C'est aussi le plus productif avec 10 litres par jour. C'est une race importée du Pakistan pour développer la filière de production de lait dans les années 1990[10].

### Pertes

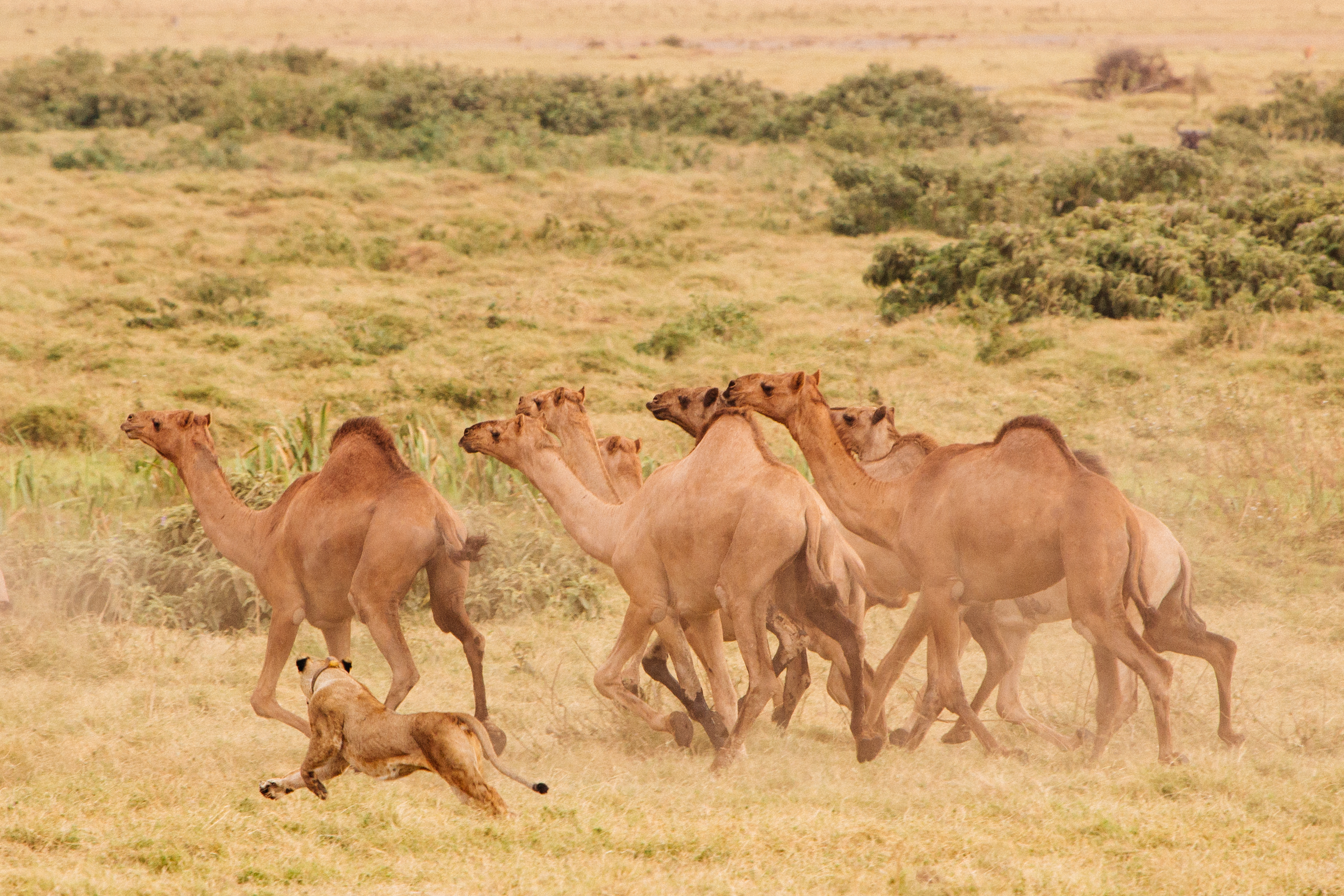
Lionne chassant un groupe de dromadaires dans le Masai Mara.

Les éleveurs font face à quatre risques de pertes, quel que soit le système d'élevage employé. La principale est la maladie qui représente entre la moitié et les trois-quarts des pertes des jeunes. La suivante est la sécheresse pour un peu plus de 20 % de la mortalité, suivent ensuite les prédateurs (moins de 10 %) et les accidents (moins de 5 %).

#### Risques sanitaires
Animal très résistant dans un milieu difficile, il a souvent été pensé que l'animal était bien plus résistant que les autres animaux d'élevage aux différentes maladies. Mais plusieurs études sur la population cameline kényane ont démontré que les dromadaires pouvaient être des réservoirs importants pour différentes maladies et parasites ainsi que pour des zoonoses. Le développement de l'élevage camelin durant les dernières décennies a fortement augmenté ce risque de zoonose. Jusqu'à présent, seize pathogènes ont pu être identifiés :

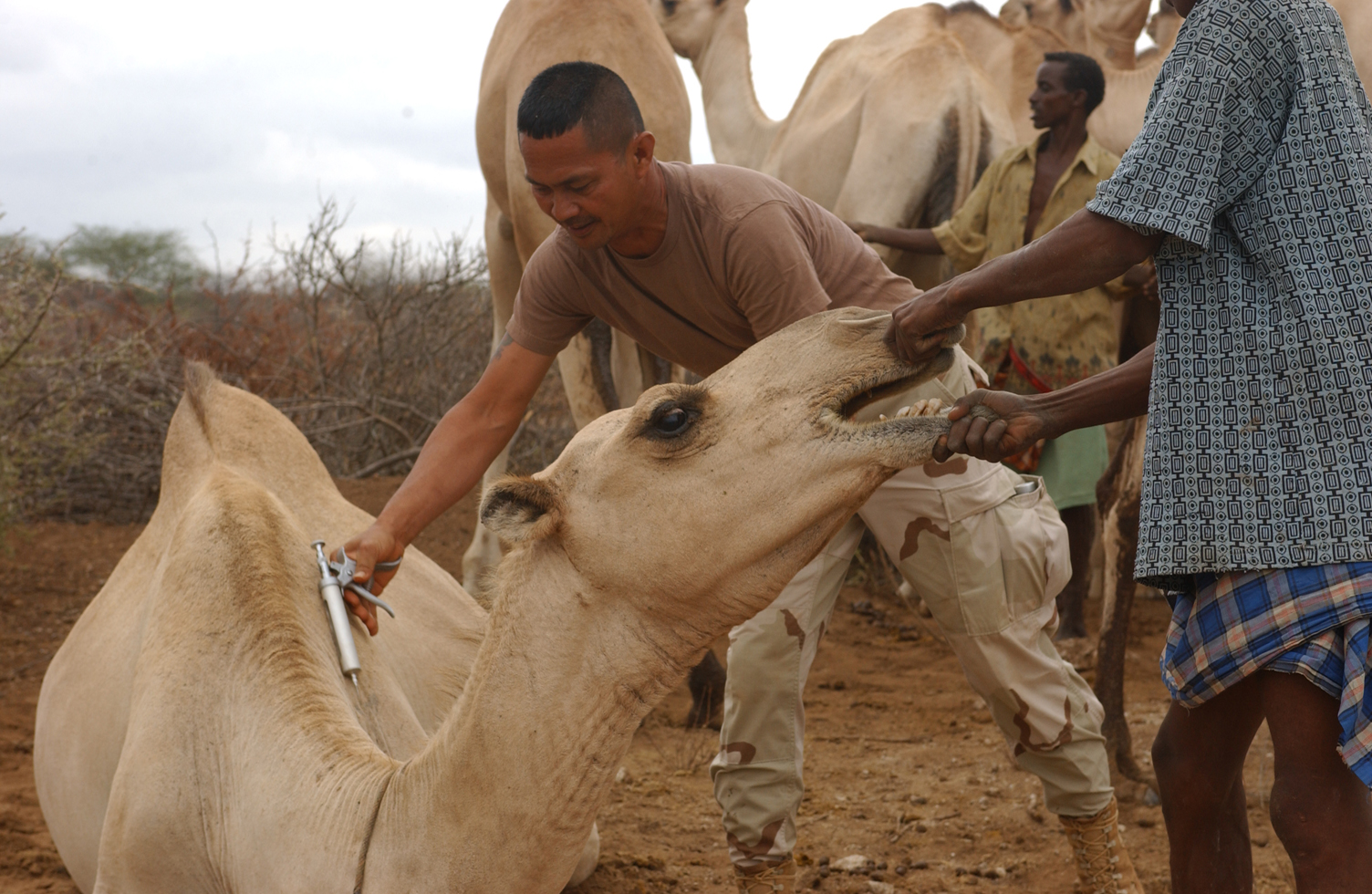
Suivi vétérinaire au Kenya en 2005.

- Suivi vétérinaire au Kenya en 2005.le MERS-CoV, coronavirus découvert en 2012 et transmissible à l'humain ;
- la fièvre de la vallée du Rift ;
- la variole des camélidés ;
- la fièvre hémorragique de Crimée-Congo ;
- l'ecthyma, maladie infectieuse cutanée ;
- le virus de Dugbe, porté par les tiques ;
- le virus de Dhori (en), porté par les tiques ;
- le virus de la grippe ;
- Coxiella burnetii, bactérie ;
- Dermatophilus congolensis, bactérie ;
- Brucella spp., bactérie ;
- Mycobacterium spp., bactérie ;
- Rickettsia spp., bactérie ;
- Trypanosoma spp., parasite
- Echinococcus spp., parasite, transmissible à l'humain ;
- Trichophyton verrucosum, parasite

Les maladies les plus courantes sont la trypanosomiase, la brucellose, la mammite, les diarrhées, le parasitisme par des vers, la variole et la tuberculose.
Les soins et suivis vétérinaires sont encore limités, surtout dans les régions où les populations sont pauvres comme dans le nord. La privatisation des services vétérinaires dans les années 1990 a eu un fort impact négatif. De nombreux propriétaires et éleveurs pratiquent alors l'automédication sur leurs animaux.
Le risque de transmission à la faune sauvage est également présent, représentant un risque non négligeable pour des espèces menacées comme l'hirola (Beatragus hunteri) mais aussi pour l'économie touristique du pays, connu pour ses safaris dans les parcs nationaux.

## Production

### Production laitière
Le comté de Laikipia, dont l'économie est basée sur l'agriculture et le tourisme, a vu la population de chameaux être multipliée par 5 entre 1982 et 2010, faisant de cette région la principale productrice de lait de chamelle du pays pour le commerce. La filière laitière continue de se développer et commence à s'intéresser à l'export. Des études récentes sur la composition du lait de chamelle ayant mis en évidence de nombreux avantages (plus riche en vitamine C et en fer que celui de bovin, bénéfique pour des personnes malades comme les diabétiques), la demande internationale augmente. En 2008, la production est supérieure à 340 millions de litres.

Pour des raisons techniques, il est temporairement impossible d'afficher le graphique qui aurait dû être présenté ici.

### Viande de chameau
En parallèle, la filière viande est aussi en expansion. À l'origine au Kenya, les dromadaires étaient avant tout élevés comme animal de selle ou de bât et la consommation de viande de chameau était un luxe. Les animaux abattus étaient exportés vers d'autres pays comme l’Égypte ou l'Arabie Saoudite. Au début des années 2020, 20 % de la viande consommée dans le pays est d'origine cameline. Les deux-tiers de la production nationale suit la filière d’abattage officielle. Le reste est lié à l'abattage informel où l'on trouve beaucoup de pertes et gaspillage en raison d'une mauvaise découpe et conservation de la viande. En l'absence de chaîne du froid, les populations locales conservent la viande en la séchant au soleil ou en la cuisant par friture. La viande séchée au soleil est appelé Nyirinyiri. La viande est principalement exportée vers l'Égypte et les pays arabes du Golfe.
En 2019, le Kenya est le deuxième plus gros producteur de viande cameline derrière la Somalie.

Pour des raisons techniques, il est temporairement impossible d'afficher le graphique qui aurait dû être présenté ici.

### Peaux et cuirs
La filière de production de cuir n'est pas développée au Kenya. Les peaux sont préparées par les populations locales pour servir à la fabrication de maison traditionnelle, de tambours, sandales, cordes, gourdes et, en cas de famine, sert de nourriture.

### Écotourisme

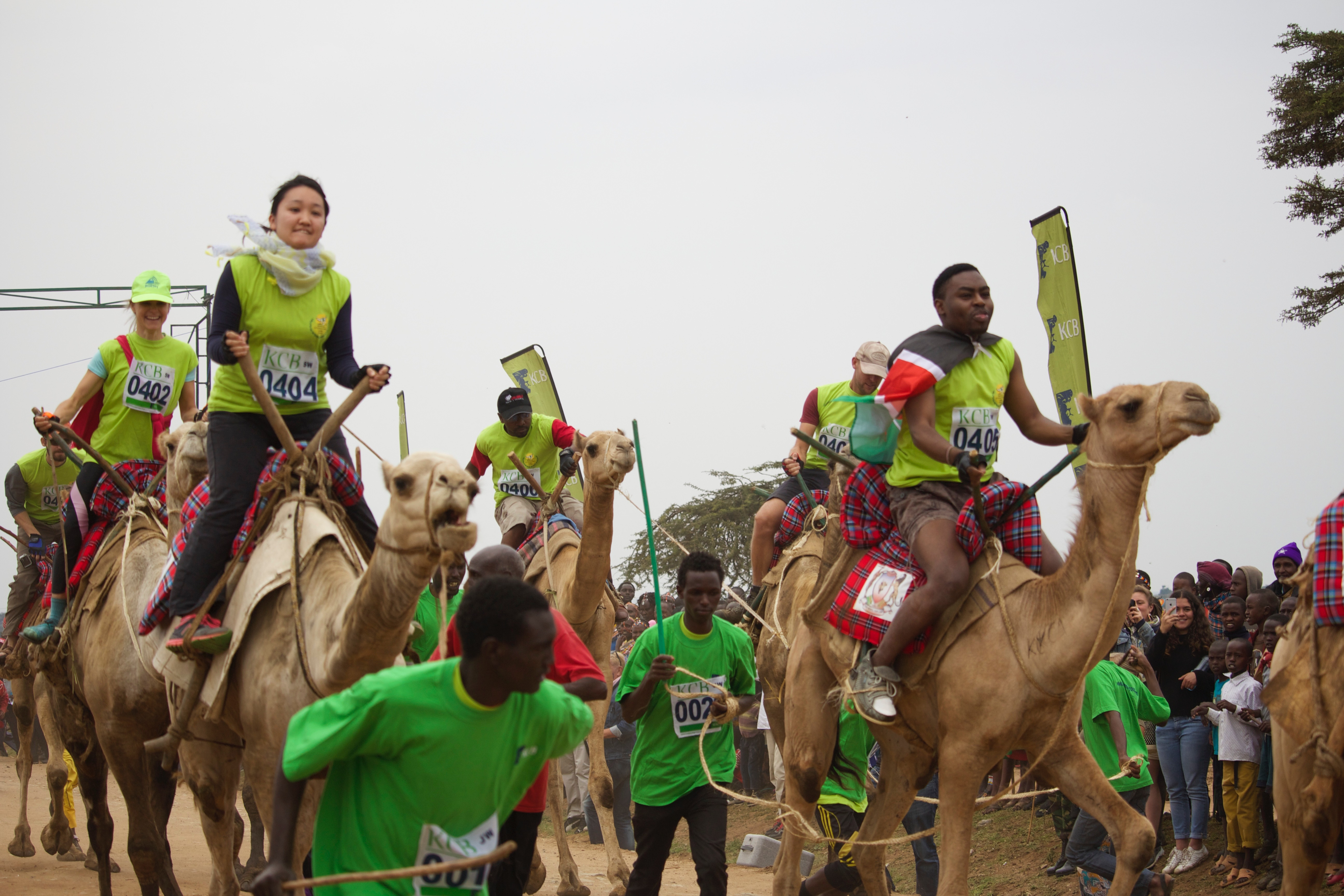
Maralal Camel Derby en 2017.

La filière touristique se développe aussi en proposant des promenades et safaris à dos de chameaux.

#### Maralal International Camel Derby
Créé en 1989 pour pacifier les populations locales, le Maralal International Camel Derby est une course de dromadaires qui a lieu dans la ville de Maralal, dans le comté de Samburu. Connue à l'international, la course est devenue une grande attraction touristique ouverte à tous. Elle a lieu tous les ans au mois d'août,,.